# باش جراح
بلدية من بلديات ولاية الجزائر تابعة لدائرة الحراش
- عدد سكان البلدية في 2006 137, 482ن
- الرمز البريدي 16230

## مواضيع ذات صلة
- تاريخ ولاية الجزائر
- بلديات ولاية الجزائر
- دوائر ولاية الجزائر